# Incisivo
Os incisivos ocupam a parte anterior do arco dental e são os primeiros a entrar em contato com alimento. Juntamente com os lábios, realizam função de preensão (em humanos: 4 dentes incisivos na maxila e 4 na mandíbula) e possuindo a função de para cortar os alimentos no ato da mastigação. Podem ser classificados como decíduos ("de leite") ou permanentes, maxilares ou mandibulares, esquerdos ou direitos, conforme a posição dos incisivos na boca. A sua erupção da gengiva ocorre por volta dos 12 meses de idade em humanos.